# Hoa hậu Hoàn vũ 1971
Hoa hậu Hoàn vũ 1971 là cuộc thi Hoa hậu Hoàn vũ lần thứ 20, được tổ chức tại Miami Beach, Florida, Hoa Kỳ. Người chiến thắng của cuộc thi là Georgina Rizk, hoa hậu Liban.

## Kết quả

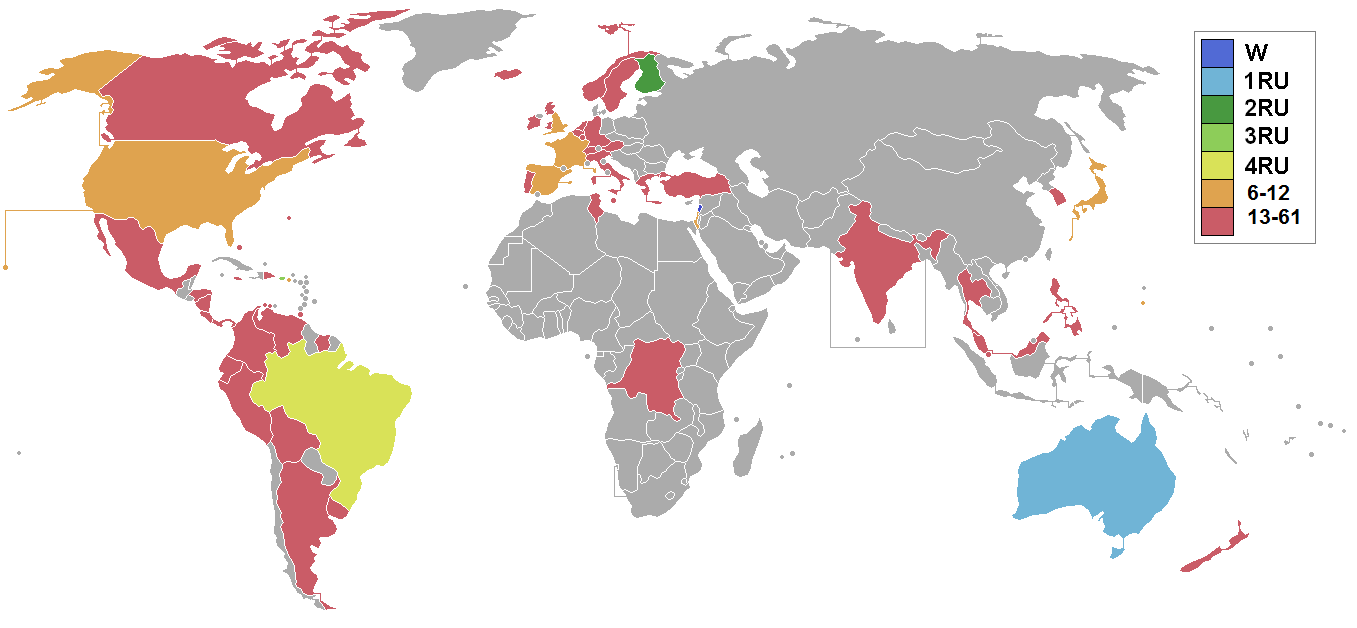
Các nước và vùng lãnh thổ tham gia Hoa hậu Hoàn vũ 1971 và kết quả

### Thứ hạng
| Kết quả              | Thí sinh |
| -------------------- | --- |
| Hoa hậu Hoàn vũ 1971 | - Liban – Georgina Rizk |
| Á hậu 1              | - Úc – Toni Rayward |
| Á hậu 2              | - Phần Lan – Pirjo Laitila |
| Á hậu 3              | - Puerto Rico – Beba Franco |
| Á hậu 4              | - Brazil – Eliane Guimarães |
| Top 12               | - Anh – Marilyn Ward - Pháp – Myriam Stocco - Israel – Ester Orgad - Nhật Bản – Shigeko Taketomi - Tây Ban Nha – Josefina Román - Hoa Kỳ – Michele McDonald † - Quần đảo Virgin (Mỹ) – Cherrie Creque |

### Thứ tự gọi tên
| 1. Anh 2. Liban 3. Pháp 4. Puerto Rico 5. Tây Ban Nha 6. Quần đảo Virgin (Mỹ) 7. Phần Lan 8. Brazil 9. Israel 10. Nhật Bản 11. Hoa Kỳ 12. Úc | 1. Úc 2. Phần Lan 3. Liban 4. Brazil 5. Puerto Rico |

## Các giải thưởng đặc biệt
| Giải thưởng                 | Thí sinh                             |
| --------------------------- | ------------------------------------ |
| Hoa hậu Thân thiện          | - Perú – Magnolia Martínez           |
| Hoa hậu Ảnh                 | - Philippines – Vida Valentina Doria |
| Trang phục dân tộc đẹp nhất | - Mexico – María Luisa López Corzo   |

## Hội đồng giám khảo
- Julio Alemán
- Margareta Arvidsson – Hoa hậu Hoàn vũ 1966 đến từ Thụy Điển
- Edilson Cid Varela
- Eileen Ford
- George Fowler
- Yousuf Karsh
- Dong Kingman
- Jean-Louis Lindican
- Line Renaud
- Hitsiro Watanabe
- Earl Wilson

## Thí sinh tham gia
| - Argentina - María del Carmen Vidal - Aruba - Vicenta Vallita Maduro - Úc - Tony Suzanne Rayward - Áo - Edeltraud Neubauer - Bahamas - Muriel Terah Rahming - Bỉ - Martine Yasmine De Hert - Bermuda - Rene Furbert - Bolivia - Ana María Landívar - Brazil - Eliane Parreira Guimarães - Canada - Lana Drouillard - Colombia - Piedad Mejía Trujillo - Congo-Kinshasa - Martine Mualuke - Costa Rica - Rosa María Rivera - Curaçao - Maria Vonhogen - Cộng hòa Dominica - Sagrario Reyes - Ecuador - Ximena Moreno Ochoa - Anh - Marilyn Ann Ward - Phần Lan - Pirjo Aino Irene Laitila - Pháp - Myriam Stocco - Đức - Vera Kirst - Hy Lạp - Angela Carayanni - Guam - Linda Mariano Avila - Hà Lan - Laura Mulder-Snid - Honduras - Dunia Aracelly Ortega - Iceland - Guðrún Valgarðsdóttir - Ấn Độ - Raj Gill - Ireland - Marie Hughes - Israel - Ester Orgod - Ý - Mara Palvarini - Jamaica - Suzette Marilyn Wrigh | - Nhật Bản - Shigeko Taketomi - Hàn Quốc - Noh Mi-ae - Liban - Georgina Rizk - Luxembourg - Mariette Francoise Fay - Malaysia - Yvette Baterman - Malta - Felicity Celia Carbott - Mexico - María Luisa López Corzo - New Zealand - Linda Jane Ritchie - Nicaragua - Xiomara Paguaga Rodríguez - Na Uy - Ruby Reitan - Panama - Gladys Isaza - Perú - Magnolia Martínez - Philippines - Vida Valentina Fernandez Doria - Bồ Đào Nha - Maria Celmira Pereira Bauleth - Puerto Rico - Beba Franco - Scotland - Elizabeth Montgomery - Singapore - Jenny Ser Wang - Tây Ban Nha - Josefina Román Gutiérrez - Suriname - Marcelle Darou - Thụy Điển - Vivian Oihanen - Thụy Sĩ - Anita Andrini - Thái Lan - Warunee Sangsirinavin - Trinidad và Tobago - Sally Karamath - Tunisia - Aida Mzali - Thổ Nhĩ Kỳ - Filiz Vural - Uruguay - Alba Techira - Hoa Kỳ - Michele McDonald † - Venezuela - Jeannette Donzella - Quần đảo Virgin (Mỹ) - Cherrie Raphaelia Creque - Wales - Dawn Cater |

## Chú ý

### Trở lại
- Lần cuối tham gia vào năm 1966:
  -  Trinidad và Tobago
- Lần cuối tham gia vào năm 1968:
  -  Quần đảo Virgin (Mỹ)
- Lần cuối tham gia vào năm 1969:
  -  Thái Lan